# بالگردگاه لندن

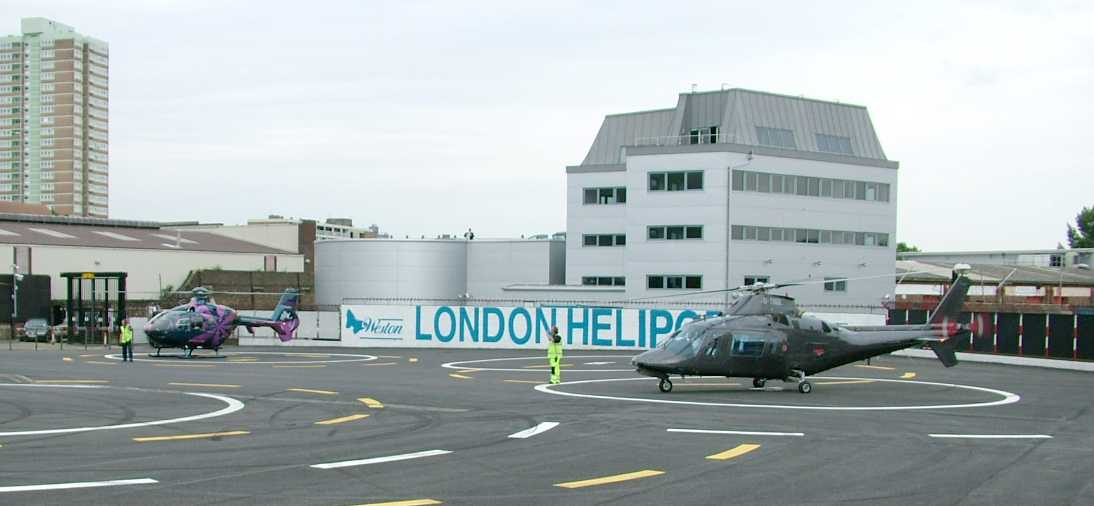
بالگردگاه لندن

بالگردگاه لندن (به انگلیسی: London Heliport) یک فرودگاه همگانی است که یک باند فرود بتن دارد و طول باند آن ۳۸ × ۱۶ متر است. این فرودگاه در شهر لندن کشور انگلستان قرار دارد و در ارتفاع ۵ متری از سطح دریا واقع شده است.